# Ningmute (sockenhuvudort i Kina, Qinghai Sheng, lat 34,59, long 101,33)
Ningmute (kinesiska: 宁木特, 宁木特乡) är en sockenhuvudort i Kina. Den ligger i provinsen Qinghai, i den nordvästra delen av landet, omkring 230 kilometer söder om provinshuvudstaden Xining. Antalet invånare är 9 677. Befolkningen består av 4 812 kvinnor och 4 865 män. Barn under 15 år utgör 27,0 %, vuxna 15-64 år 67 %, och äldre över 65 år 5,0 %.
Runt Ningmute är det mycket glesbefolkat, med 5 invånare per kvadratkilometer. Det finns inga andra samhällen i närheten. Trakten runt Ningmute består i huvudsak av gräsmarker.
Genomsnittlig årsnederbörd är 696 millimeter. Den regnigaste månaden är juli, med i genomsnitt 158 mm nederbörd, och den torraste är december, med 2 mm nederbörd.